# Provincia de Bolikhamxai

Bolikhamxai (también llamada Borikhamsay; en lao: ບໍລິຄໍາໄຊ) es una provincia de Laos, localizada en el centro del país.
Sei Sei
Fue creada en 1983 a partir de territorios de la provincia de Vientián y Khammouan. En el distrito de Khamkheuth, existe una gran formación de relieve de karst, que se cree es el más grande de su tipo del sudeste de Asia.

## Demografía
Según estimación 2010 contaba con una población total de 258.292 habitantes.

## Divisiones administrativas
La provincia está dividida en los siguientes distritos:
1. Bolikhanh (11-04)
2. Khamkheuth (11-05)
3. Pakkading (11-03)
4. Paksan (11-01)
5. Thaphabath (11-02)
6. Viengthong (11-06)